# Міхай Роман (футболіст, 1992)
Міхай Роман (рум. Mihai Roman, нар. 31 травня 1992, Крайова) — румунський футболіст, нападник клубу «Ботошані».
Виступав, зокрема, за клуби «Університатя» (Клуж-Напока), «Неймеген» та «КС Університатя», а також молодіжну збірну Румунії.
Володар Кубка Румунії.

## Клубна кар'єра
У дорослому футболі дебютував 2010 року виступами за команду «Університатя» (Крайова), в якій провів один сезон, взявши участь у 8 матчах чемпіонату. 
Протягом 2011—2012 років захищав кольори клубу «Петролул».
Своєю грою за останню команду привернув увагу представників тренерського штабу клубу «Університатя» (Клуж-Напока), до складу якого приєднався 2012 року. Відіграв за команду з міста Клуж-Напока наступний сезон своєї ігрової кар'єри.
Згодом з 2013 по 2015 рік грав у складі команд «Турну-Северин», «Сегята» та «Пандурій».
2015 року уклав контракт з клубом «Неймеген», у складі якого провів наступний рік своєї кар'єри гравця. 
Протягом 2016—2019 років захищав кольори клубів «Маккабі» (Петах-Тіква), «КС Університатя», «Полі Тімішоара» та «Ботошані».
З 2019 року знову, цього разу три сезони захищав кольори клубу «КС Університатя». У складі крайовського «КС Університатя» був одним з головних бомбардирів команди, маючи середню результативність на рівні 0,33 гола за гру першості.
До складу клубу «Ботошані» приєднався 2022 року. Станом на 4 жовтня 2022 року відіграв за команду з Ботошані 23 матчі в національному чемпіонаті.

## Виступи за збірні
У 2011 році дебютував у складі юнацької збірної Румунії (U-19), загалом на юнацькому рівні взяв участь у 3 іграх.
Протягом 2012–2013 років залучався до складу молодіжної збірної Румунії. На молодіжному рівні зіграв у 5 офіційних матчах, забив 2 голи.

## Титули і досягнення
- Володар Кубка Румунії (1):

«КС Університатя»: 2020-2021